# Fotovoltaïsche cel

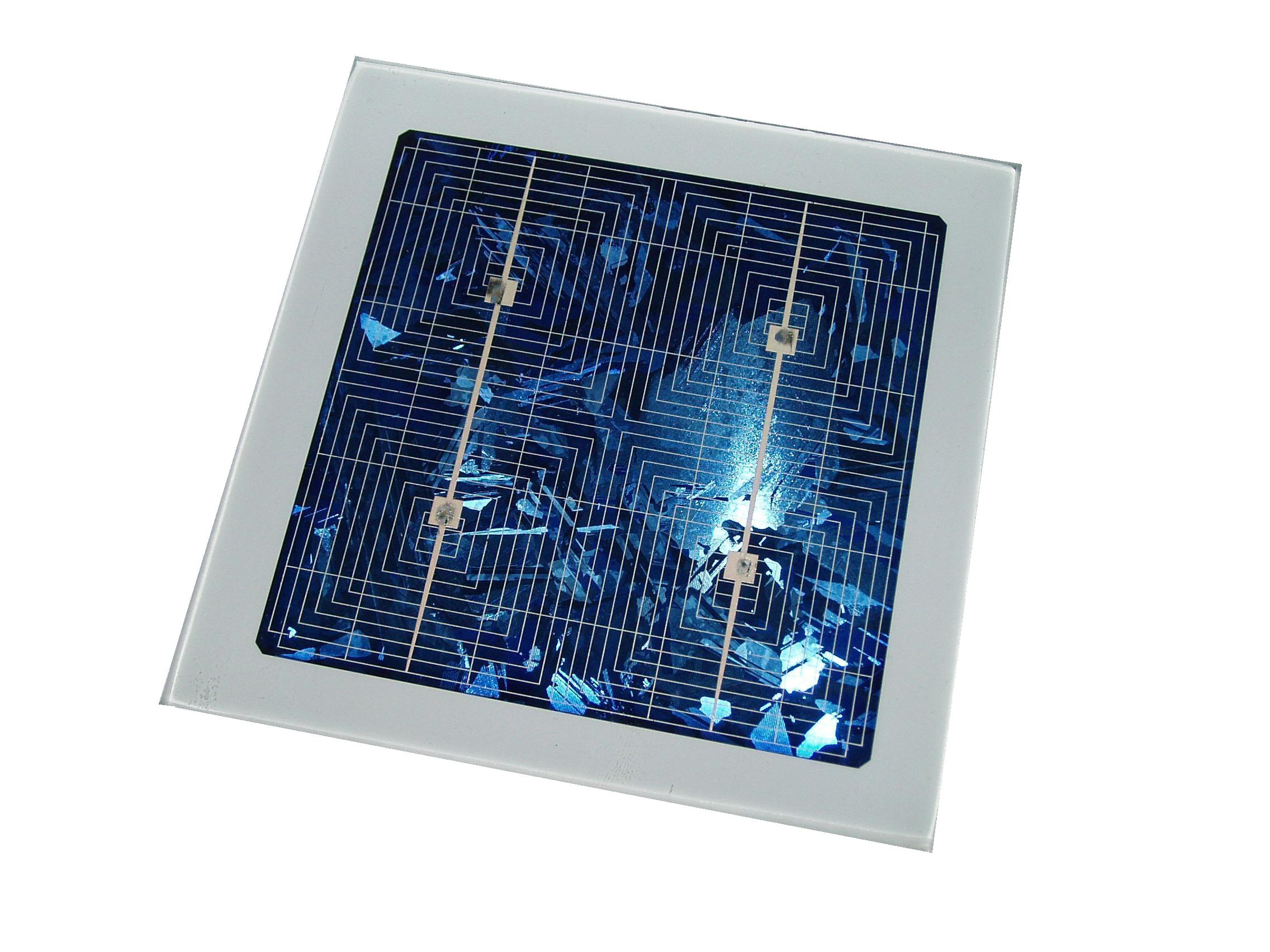
Een fotovoltaïsche cel van 10 cm bij 10 cm

Een fotovoltaïsche cel, ook wel PV-cel genoemd, is een zonnecel die licht omzet in elektriciteit.
Het belangrijkste onderdeel van een gewone fotovoltaïsche cel is een stuk halfgeleidend materiaal met een pn-overgang (fotodiode). De elektrische stroom kan maar in één richting door de zonnecel lopen. Als er (zon)licht (elektromagnetische straling) op de zonnecel valt, worden er elektronen losgestoten, die dan in de gewenste richting bewegen. Deze losgemaakte elektronen vormen de opgewekte elektrische stroom.
Om praktisch nut van deze cellen te hebben, worden deze meestal in een zonnepaneel gemonteerd dat dan de naam PV-paneel krijgt. Een zonnepaneel levert gelijkspanning. Het paneel kan worden aangesloten op een omvormer om wisselspanning te krijgen. De energie kan meteen worden gebruikt door de erop aangesloten apparaten. Er kan ook een accu mee worden opgeladen. Opslaan in een batterij is enkel nuttig indien er geen netstroom ter beschikking is, bijvoorbeeld voor lichtbakens, caravans, boten en signalisatie. Als een PV-paneel op het lichtnet aangesloten is, kan het daar eventueel stroom aan leveren. De wisselwerking tussen eigen opbrengst en terugleveren van overschotten aan het net is veel rendabeler dan opslaan in een batterij. 

## Werking
Een fotovoltaïsche zonnecel bevat een dun stuk halfgeleidend materiaal. Dat is bijvoorbeeld een dunne plak silicium van 3 mm dik met een diameter van 10 cm. De zonnecel kan ook kleine lichtabsorberende deeltjes bevatten, die door een ondersteunende, misschien zelfs doorzichtige en buigzame, ondergrond gedragen worden.

### Voorbeeld: een monokristallijne siliciumcel
In dit voorbeeld gaat het over een silicium zonnecel met een regelmatige kristalstructuur. Een silicium-atoom heeft vier elektronen in zijn buitenste schil. De elektronen dragen bij aan de stevigheid van de kristalstructuur, maar raken zelf gemakkelijk los, bijvoorbeeld als er zonlicht op valt.
Onbewerkt silicium geleidt nauwelijks stroom. In die stof valt een door zonlicht getroffen elektron gemakkelijk terug op zijn oude plaats. Daarom wordt van zuiver silicium een halfgeleider gemaakt door andere stoffen (in kleine hoeveelheden) toe te voegen. Aan de bovenkant van de wafer wordt bijvoorbeeld fosfor en aan de onderkant borium toegevoegd. De toegevoegde atomen krijgen een plaats in de kristalstructuur.

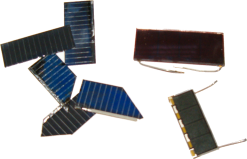
Fotovoltaïsche cel

Fosfor heeft (vergeleken met silicium) een extra elektron in zijn buitenste schil dat niet echt nodig is om de bindingen in stand te houden. Dat elektron heeft meer vrijheid en zorgt voor een betere elektriciteitsgeleiding in het silicium. Borium heeft in zijn buitenste schil een elektron minder dan silicium. Als boriumatomen aan de onderkant worden toegevoegd ontstaan gaten, die ervoor zorgen dat elektronen gemakkelijker kunnen doorschuiven door het materiaal. Dat zorgt ook voor een betere elektriciteitsgeleiding in de zonnecel.
Vlak na het samenvoegen van deze stoffen gaan een aantal elektronen van de fosforkant (de kant met de n-type dotering) naar de boriumkant bewegen. Deze elektronen vullen de gaten die ze tegenkomen. In het midden wordt een scheidingsvlak gevormd. Het resultaat is dat de bovenkant (de n-type kant) positief en de onderkant negatief geladen wordt. Op een gegeven moment wordt de bovenkant zo sterk positief geladen dat het doorgeven van elektronen stopt. Er is een halfgeleider ontstaan waar elektrische stroom maar in één richting doorheen kan stromen. Het scheidingsvlak in het midden, waar elektronen gaten hebben gevuld, heet de uitputtingszone.

### De PV-cel als stroombron
Er loopt pas stroom door de zonnecel als er licht op valt. Door het zonlicht worden er elektronen losgestoten. Ze raken los van de atomen waarmee ze verbonden zijn en gaan vrij door het materiaal (de halfgeleider) bewegen. (Ze zijn van de valentieband naar de geleidingsband gepromoveerd.) De vrije elektronen kunnen in principe maar één kant op. Ze stromen naar de kant met de n-type dotering. Daardoor gaat er stroom door de zonnecel lopen. De stroom gaat vanuit de halfgeleider naar elektrische apparaten die op het circuit aangesloten zijn.
Als een elektron door zonlicht wordt losgestoten, ontstaat een gat. Als het elektron weg is, hebben honderden andere elektronen de ruimte om door de stof te bewegen. Daarbij vullen ze steeds een gat, waarbij weer een volgend gat ontstaat. Daardoor kan een gat bij wijze van spreken door het materiaal heen lopen. De junctie of overgang (de uitputtingszone in het midden) kan zo nodig door een elektron worden overgestoken nadat het door een foton zonlicht is geraakt. De gaten kunnen het scheidingsvlak ook oversteken, maar zij gaan de andere kant op.
Het is mogelijk om cellen te maken met meerdere scheidingsvlakken. Zulke cellen kunnen beschouwd worden als twee of meer zonnecellen op elkaar.

## Geschiedenis

De wet van Swanson, de leercurve van zonnepanelen

De term "fotovoltaïsch" komt van een Oudgrieks woord (φώς, phōs) en de naam van de Italiaanse natuurkundige Volta, naar wie de eenheid volt is genoemd. Het betekent letterlijk van licht en elektriciteit.
In 1839 werd het fotovoltaïsche effect voor het eerst onderkend door de Franse natuurkundige Alexandre-Edmond Becquerel. De eerste zonnecel werd in 1883 door Charles Fritts gemaakt. Hij bedekte een halfgeleider, seleen, met een uiterst dunne laag goud om op die manier de juncties te vormen. Het apparaat had een rendement van 1%. Russell Ohl ontdekte de pn-junctie in 1939. Hij patenteerde de moderne zonnecel in 1946 (US2402662, "Light sensitive device"). Daarvoor had Sven Ason Berglund al een patent op methoden om de capaciteit van lichtgevoelige cellen te verhogen. Het moderne tijdperk van zonne-energietechnologie begon in 1954, toen bij Bell Laboratories onverwacht werd ontdekt dat silicium erg gevoelig is voor licht als het bepaalde onzuiverheden bevat. De ontdekking leidde tot de productie van de eerste praktisch bruikbare zonnecel met een rendement (zonne-energie ten opzichte van elektrische energie) van ongeveer 6%.
De meest bekende soort PV-cel heeft een groot oppervlak en een enkele laag, waarvan de dikte wordt uitgedrukt in micrometers. Ze kunnen bijvoorbeeld 300 micrometer dik zijn. Deze laag is diode met een p-n junctie. Later werden PV-cellen gemaakt volgens de dunnelaagtechnologie, met lagen die dunner zijn dan 1 micrometer. Daarbij worden meer lagen op elkaar gelegd, waarbij elke laag een andere taak krijgt. Ze absorberen bijvoorbeeld elk een deel van het zonlicht. Elke laag wordt daarbij afgestemd op een bepaald stuk van het zonnespectrum. De ontwerpers streven ernaar om zo veel mogelijk golflengtes van het spectrum op te vangen. Relatief nieuw is de ontwikkeling van kwantumpuntcellen. Ze bevatten uiterst kleine nanodeeltjes van rond de 20 nanometer die uit elektronen bestaan.

## Toepassingen

### Ruimtevaart
De eerste bruikbare PV-cellen werden in de jaren 1950 ontwikkeld omdat men in de ruimte een energiebron wilde hebben. Men maakte daarbij handig gebruik van het feit dat er voor de elektronica - destijds de transistor - een op het groeien van eenkristallen van silicium gebaseerde technologie ontstaan was. Er viel vrij eenvoudig door dotering van dit bijzonder zuivere silicium (typisch 1 vreemd atoom per 1013) een zonnecel te maken. Het probleem was dat de opbrengst maar een paar procent van de opvallende zonne-energie was en dat er in de ruimte al snel schade ontstond door het hoge stralingspeil.
Men keek ook voorbij aan het feit dat in het produceren van de cel wel erg veel energie gestopt moest worden. Je moest de cel wel erg lang gebruiken om die er weer uit te krijgen, maar voor de ruimtevaart was dat geen probleem. Er werd ook voorbij gekeken aan het feit dat silicium een indirecte bandgap heeft, en dat beperkt de mogelijke opbrengst danig. Daar stond tegenover dat silicium een van de weinige halfgeleiders was waar men heel veel van wist. De ontwikkeling van die kennis had veel tijd en geld gekost.

### Aardse toepassingen
Ook op aarde worden zonnecellen steeds meer toegepast, vooral op plaatsen waar een stopcontact niet bereikbaar is. Ze zijn inmiddels een stuk verbeterd en leveren een hogere opbrengst. Sinds de eerste oliecrisis van de jaren 70 is er gezocht naar mogelijkheden om er op veel ruimere schaal energie mee te winnen. Begin jaren 80 is dat onderzoek weer goeddeels op een laag pitje gezet door allerlei bezuinigingen, maar na de stijging van de olieprijzen in de millenniumjaren is er weer meer belangstelling voor deze technologie.
Het was al rond 1980 duidelijk dat, wil deze technologie werkelijk een concurrent worden voor andere technologieën, de cellen vervaardigd zullen moeten worden van iets anders dan een eenkristal. Op zich is er geen fundamentele reden waarom dit niet zou kunnen. De uiterst hoge zuiverheid en het eenkristallijne karakter is op zich niet nodig voor een zonnecel.
Onderzoek concentreert zich daarom op een aantal aspecten:
- andere materialen (liefst met een directe bandgap)
- niet-kristallijne of polykristallijne halfgeleiders
- goedkopere productiemethoden (zowel naar geld als naar energie)
- cellen die meer dan één bandgap hebben

Het is bijvoorbeeld mogelijk gebleken halfgeleiders als CuInSe2 in dunne lagen op te dampen en daarmee vrij hoge rendementen te behalen (17%). Ook amorf silicium is een mogelijkheid. Voor dit soort systemen is geen dure en energieverslindende kristalgroei nodig.

## Lichtabsorberende materialen
Alle fotovoltaïsche zonnecellen hebben een materiaal nodig dat fotonen (van het zonlicht) kan absorberen, om daarmee elektriciteit op te wekken. De lichtabsorberende materialen werken niet allemaal hetzelfde. Ze kunnen elk maar een deel van het spectrum van het zonlicht absorberen: ze zijn geschikt voor bepaalde golflengten (kleuren) van het zonlicht. Buiten de dampkring is het zonlicht anders van samenstelling. Er bestaan zonnecellen die daarvoor geoptimaliseerd zijn.

### Silicium als bulkmateriaal
Silicium in een zonnecel hoeft niet zo zuiver te zijn als silicium dat bestemd is voor halfgeleiders in computerhardware, waar heel hoge eisen aan wordt gesteld. Silicium komt op aarde in de verbinding silica (SiO2) voor. Het is een van de meest voorkomende stoffen, maar het kost veel energie om daaruit Silicium (Si) te produceren. Bij het huidige productieproces reageert koolstof met silica bij een hoge temperatuur van een paar duizend graden Celsius. Dit silicium heeft een zuiverheid van ongeveer 98%. Er zijn meer bewerkingen nodig voor de grondstof de gewenste zuiverheid heeft gekregen.
Vaste silica kan ook rechtstreeks in zuiver silicium omgezet worden door elektrolyse in een zoutoplossing bij een lagere temperatuur. Dat soort silicium verpulvert gemakkelijk. Het worden dan korreltjes van een paar micrometer dik. Die eigenschap biedt misschien mogelijkheden voor de fotovoltaïsche industrie.
Een blok silicium kan op een aantal manieren worden gemaakt en tot plakjes verwerkt:
1. monokristallijn silicium (c-Si) wordt vaak met het Czochralski-proces geproduceerd. Er wordt een staaf in een vat met gesmolten silicium gestoken. De (roterende) staaf wordt langzaam omhoog getrokken. De punt van de staaf is een kristal. Het gesmolten silicium neemt de kristalstructuur van die punt over, terwijl het uit het vat omhooggetrokken wordt. Het siliciumkristal, dat eruitziet als een cilinder, wordt daarna in plakjes gesneden. Deze plakjes zijn de zogenoemde wafels (Engels: wafers). Ze zijn cirkelvormig en kunnen dus niet de hele zonnecel bedekken. De hoeken van de cel worden niet opgevuld. Nog meer zagen zou een groot verlies van goed materiaal betekenen. De wafels zijn ongeveer 0,3 mm dik.
2. polykristallijn silicium (poly-Si of mc-Si) wordt gemaakt door vloeibaar silicium in vierkante gietvormen te gieten. Het productieproces is eenvoudiger en goedkoper. De grote blokken gesmolten silicium worden voorzichtig gekoeld en in vaste vorm gebracht. De donkere plekken die erop zichtbaar zijn, zijn de ongestructureerde smeltplekken tussen de verschillende kristallen in het blok. De kristallen sluiten niet goed op elkaar aan en daarom is het rendement van de cellen lager. Polykristallijne siliciumplakjes met een dikte van 180 tot 350 micrometer worden van het gegoten blok gezaagd (door middel van draadzagen). De plakjes hebben bijvoorbeeld een zwakke p-type dotering, voordat aan het oppervlak een n-type dotering wordt uitgevoerd. Er vormt zich een pn-overgang op een paar honderd nanometer onder de oppervlakte. Grote fabrikanten gebruiken meestal polykristallijn silicium voor zonnecellen, omdat de productiekosten van monokristallijne cellen hoger liggen.
3. Stroken silicium worden geproduceerd door plakjes van gesmolten silicium af te trekken. Ze hebben een polykristallijne structuur. Ze hebben een lager rendement dan de poly-Si, maar besparen kosten omdat er minder siliciumafval is. Er hoeft bij deze methode namelijk niet gezaagd te worden.
4. Sliver-cellen zijn uiterst dunne plakjes monokristallijn silicium. Doordat ze zo dun zijn dat ze nog licht doorlaten, kunnen ze op allerlei manieren toegepast worden in halfdoorzichtige gevels van gebouwen. Ze besparen veel materiaal en werken dubbelzijdig: de plakjes kunnen licht van twee kanten absorberen. Het combineert de kwaliteiten van kristallijn silicium met de kostenbesparing die de dunnelaagtechnologie kenmerkt. De Australian National University produceert sliver-cellen.

### Silicium in de dunnelaagtechnologie
Voor de dunnelaagtechnologie wordt vaak amorf silicium gebruikt. Het heeft geen kristalstructuur, maar is onregelmatig gevormd. Het heeft gedraaide bindingen en losse uiteinden. De atomen aan de uiteinden vangen op ongewenste momenten elektronen op en werken dus de elektrische stroom tegen. Daarom wordt er waterstof toegevoegd om zich met de uiteinden te verbinden. De productiekosten van amorf silicium zijn lager dan die van polykristallijn silicium. Het rendement is lager. Dat geldt ook voor het kwantumrendement (dat deel uitmaakt van het totale rendement), want er worden minder ladingsdragers gemaakt met behulp van de invallende fotonen, dan in poly-Si.
Voor de productie wordt silaangas (SiH4), dat het silicium bevat, en waterstofgas (H2) gebruikt. Het wordt aangebracht door plasma enhanced - chemical vapor deposition (PE-CVD). Afhankelijk van de methode kan het eindresultaat het volgende bevatten:
1. Amorf silicium (a-Si of met extra waterstof a-Si:H) of
2. protokristallijn silicium of
3. nanokristallijn silicium (nc-Si of met extra waterstof nc-Si:H)

Amorf silicium heeft een hogere bandgap (1,7 eV) dan kristallijn silicium (c-Si)(1,1 eV). Amorf silicium kan het zichtbare licht beter opnemen, maar neemt het infrarode deel van het spectrum niet mee. Amorf en nanokristallijn silicium kunnen gecombineerd worden in dunne lagen. De cel die zo samengesteld is, heet een tandemcel. De bovenste cel van a-Si absorbeert het zichtbare licht en laat het infrarood over aan de onderste cel van nanokristallijn silicium.

### CIS
De afkorting CIS staat voor CuInSe2 (koper, indium en selenide). Het rendement van deze cellen is 13,5% (gehaald in 2005). De productiekosten zijn nog steeds hoog. De technologie is nog in ontwikkeling. Specifieke optische en elektrische eigenschappen van deze stoffen (en van andere stoffen die er veel op lijken) maken het mogelijk dat zonnecellen voor specifieke doelen worden geproduceerd. De stof Seleen (Se) zorgt ervoor dat de laag een goede gelijkmatige structuur heeft. Daardoor is het aantal plaatsen waarin elektronen en gaten elkaar opheffen (hercombinatie plekken) klein. Dat heeft voordelen voor het kwantumrendement en dus ook voor het omzettingsrendement.

### CIGS
CIGS is een verzamelnaam voor dunnelaagscomposieten. De afkorting staat voor copper (koper), indium, gallium en selenide. Het is een variant van CIS. De zonnecel kan niet beschreven worden met een eenvoudig model van een enkele pn-overgang (zoals bij een siliciumcel), want het heeft meerdere overgangen. Het gebruik van gallium verhoogt de bandgap van de CIGS-laag (vergeleken met een CIS-zonnecel), en daarmee ook de elektrische spanning. Gallium vervangt indium vaak, omdat het minder zeldzaam is.
In december 2005 bereikte CIGS een rendement van 19,5%. Een hoger rendement (ongeveer 30%) kan gehaald worden door het licht met optische instrumenten te bundelen en zo op de cel te richten. Voor flexibele CIGS-cellen (met een polyimide ondergrond) werd door Tiwari en zijn team aan de ETH in Zwitserland een omzettingsrendement van 14,1% gehaald (2005).

## Productie
De fotovoltaïsche cel is meestal een halfgeleider. Is die erg dun, dan kan een ondersteunend substraat gebruikt worden. Met Polyethyleentereftalaat als ondersteunend materiaal kunnen bijvoorbeeld buigzame zonnecellen gemaakt worden.

### Afwerking
De halfgeleider krijgt een antireflectiecoating waardoor meer licht wordt opgevangen. Siliciumnitride wordt steeds meer als coating gebruikt, en vervangt daarbij titaniumdioxide. De nieuwe coating zorgt ook voor oppervlaktepassivatie. De oppervlakte van de halfgeleider (de eigenlijke zonnecel) is een erg onregelmatig gevormd gebied, waar ladingsdragers (elektronen en gaten) elkaar vaak opheffen. De coating voorkomt dat zo veel mogelijk. De coating wordt in een laagje van een paar honderd nanometer dik met behulp van plasma-enhanced chemical vapor deposition (PE-CVD) aangebracht. Ook de achterkant van een zonnecel kan worden bewerkt. Invallend licht dat door de cel heen is gegaan, wordt dan onderin teruggekaatst, waardoor het nog een keer de kans krijgt energie aan de zonnecel te leveren.
Sommige zonnecellen hebben texturen aan de kant waar het zonlicht op valt, waardoor de hoeveelheid opgevangen licht toeneemt. De texturen (ribbels, miniatuurpiramiden e.d.) zorgen ervoor dat zonlicht zo veel mogelijk naar binnen kaatst en niet weerspiegeld wordt.
De zonnecel wordt van metalen elektroden voorzien. Aan de voorkant worden dunne draden (van zilverpasta) op het oppervlak geprint. Aan de achterkant komt een geleidende elektrode op het hele oppervlak, die ook door middel van screenprinting van een metaalpasta wordt bevestigd. In dit geval is het een aluminium-pasta. Soms wordt niet de hele achterkant met een elektrode bedekt, maar wordt er een roosterstructuur geprint. De metalen elektroden hebben een soort hittebehandeling nodig (sinteren) om er Ohms materiaal van te maken.
Nadat de metalen contacten zijn bevestigd worden de zonnecellen met elkaar verbonden met platte draden of metalen stroken. Op die manier worden zonnemodules en panelen samengesteld. Ze hebben glas aan de voorkant en een omhulsel van polymeren aan de achterkant.

### Grondstoffen
De basisgrondstof voor fotovoltaïsche cellen is silicium. Deze stof komt in elementaire (zuivere) vorm niet in de natuur voor, maar altijd in verbindingen met andere stoffen, zoals in kwarts. Om zuiver silicium te produceren is veel energie nodig, vanwege de benodigde hoge temperaturen. Omdat hier in de meeste gevallen fossiele brandstoffen voor worden gebruikt, heeft siliciumproductie een milieu- en klimaatimpact. China is veruit de grootste producent van silicium ter wereld (tien keer groter dan nummer twee Rusland).
Daarnaast worden borium en fosfor gebruikt om van de cel een halfgeleider te maken. Borium wordt gewonnen uit een aantal soorten mineralen, waarbij Turkije de grootste producent ter wereld is en het merendeel van de wereldwijde voorraden bezit. De EU is voor 99 procent afhankelijk van Turkije voor de import van borium. Fosfor wordt gewonnen uit fosfaat, waarbij Marokko de grootste voorraden bezit maar China de grootste producent is. Fosfor is ook een zeer belangrijke grondstof voor kunstmest. Bij het huidige gebruik komt het einde van de voorraden binnen de komende eeuwen in zicht.
Voor geleiding van de opgewekte stroom wordt zilver gebruikt. Circa 10% van alle gewonnen zilver wereldwijd gaat naar de productie van fotovoltaïsche cellen. Dit percentage stijgt naar verwachting verder bij toenemend gebruik van zonnepanelen. Mexico is 's werelds grootste producent van zilver, gevolgd door China. Rondom zilvermijnen hebben zich problemen voorgedaan met betrekking tot milieuverontreiniging en ontheemding van lokale bevolking.

### Herkomst
China is zeer dominant op de wereldmarkt voor fotovoltaïsche cellen. De siliciumwafers die de basis vormen van deze cellen worden voor 97% van het gehele aanbod in China geproduceerd. Ook de zonnepanelen waarin de fotovoltaïsche cellen worden verwerkt tot eindproduct zijn in Nederland voor 80% volledig in China geproduceerd, en vrijwel alle panelen bevatten onderdelen of grondstoffen uit China. Er bestaan verschillende zorgen over deze Chinese dominantie, waaronder zorgen over de geopolitieke afhankelijkheid van China voor deze steeds belangrijkere energieproductiemiddelen. Ook zijn er zorgen over mensenrechtenschendingen in het productieproces en het gebruik van vervuilende kolencentrales als energiebron.

## Rendement
Er zijn verschillende mogelijkheden om het rendement van een fotovoltaïsche cel te vergroten, naast het verbeteren van de kwaliteit van de zonnecellen.

### Lichtzeven
De hoogste rendementen zijn behaald met cellen die als een soort lichtzeef werken. Een gewone cel heeft het nadeel dat fotonen met een grotere energie dan die van de bandgap als het ware gedegradeerd worden tot deze laatste energie. Daarmee gaat veel potentieel rendement verloren. Het beste zou zijn het licht naar kleur te sorteren en iedere kleur op een cel met een daarbij passende bandgap te laten vallen. Het is mogelijk gebleken door verschillende lagen halfgeleider op elkaar aan te brengen een dergelijke 'zeef' te maken. Daarmee is een rendement van 43% bereikt. Dergelijke cellen zijn te duur om van praktisch nut te zijn.
Het is interessant het rendement van een dergelijke cel eens te vergelijken met het rendement van fotosynthese (omzetting van licht in energie door planten), waar alle landbouw (en dus ook biodiesel e.d.) op gebaseerd is: fotosynthese heeft minder dan 1% rendement.

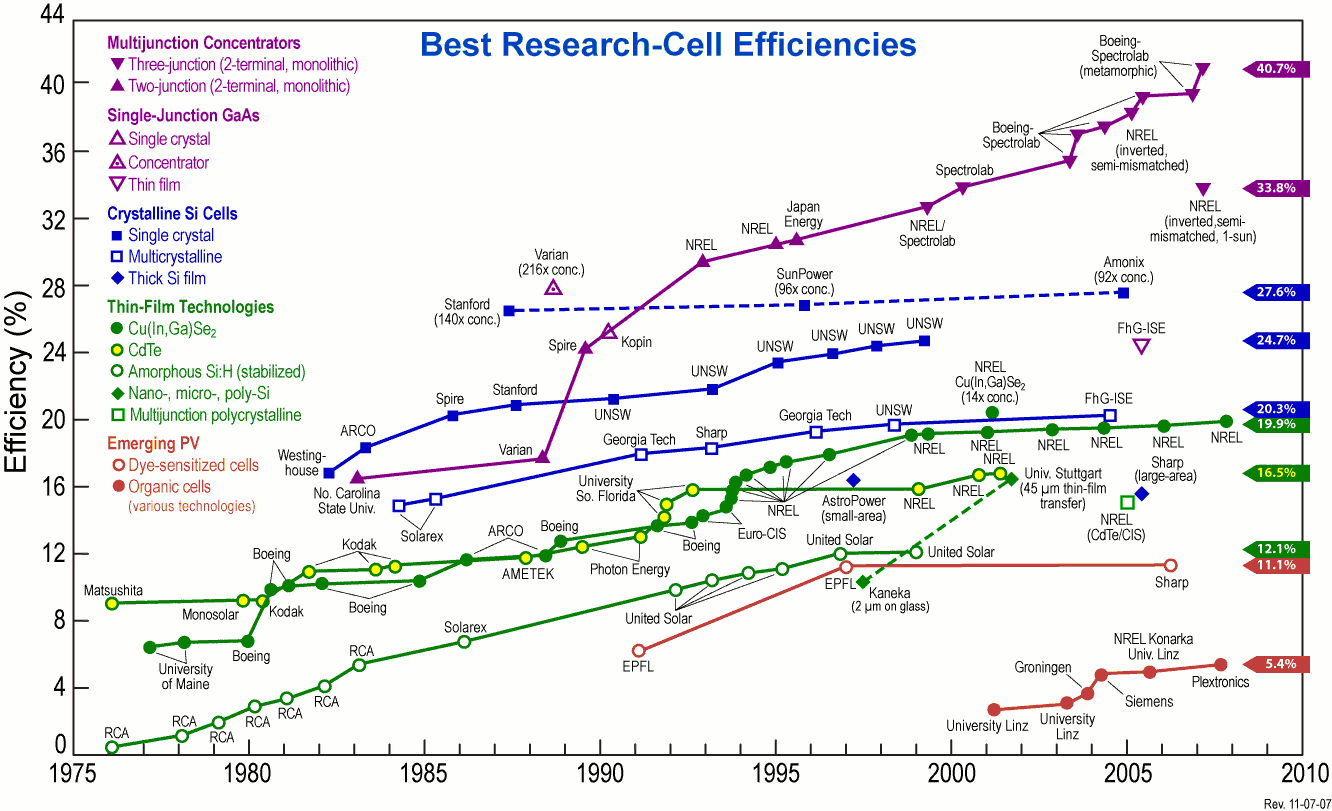
Tijdslijn van efficiëntie van energie-omzetting van zonnecellen (van National Renewable Energy Laboratory, V.S.)

### Bundelen van zonlicht
Een aanvullende methode om het rendement te verbeteren is het bundelen van zonlicht door optische instrumenten. Daarbij kan ook gebruik gemaakt worden van volgsystemen met een of twee assen die de zon van 's morgens tot 's avonds volgen en het licht op de zonnecellen concentreren. Australië en Egypte hebben aangekondigd om een installatie te bouwen die gebruik maakt van deze methode. 

## Krachtcentrales vergeleken
De ontwikkelingen op dit gebied gaan snel en cijfers verouderen daarom ook snel. Enkele voorbeelden van huidige of in de nabije toekomst te realiseren krachtcentrales zijn:
- Drieklovendam, de stuwdam in de Chinese provincie Hubei, levert 18.000 megawatt (MW) ofwel 18 gigawatt (GW). Het is tot nu toe de grootste waterkrachtcentrale ter wereld.
- Eemshaven, 2400 MW (2,4 GW), de grootste aardgascentrale in Nederland
- Mojavewoestijn, 354 MW, thermische zonne-energie in de V.S.
- Queensland (Australië), de plannen voor het windturbineproject Clarke Creek, 800 MW, zijn in vergevorderd stadium.[7]
- Ulrome (Groot-Brittannië), een combinatie van drie windparken in zee gaat vanaf 2023 3600 MW ofwel 3,6 GW leveren[8]

Wat de fotovoltaïsche installaties betreft: 
- Erlasee (en Arnstein), 12 MW, destijds de grootste fotovoltaïsche installatie van Duitsland en tevens van de hele wereld, werd in 2020 ingehaald door een installatie vlak bij Berlijn van 180 MW.[9]
- Zonnepark Midden-Groningen is met 103 MW sinds 2019 de grootste fotovoltaïsche installatie in Nederland. Het park omvat 320.000 panelen op 117 hectare en bevindt zich naast de plaats waar in 1959 de eerste gasboring in het Groningenveld heeft plaatsgevonden.[10] In Vlagtwedde wordt een installatie gepland van 110 MW. Hiervoor is eind 2020 vergunning verleend.[11][12]
- Queensland (Australië): ongeveer 50 km van Gladstone komt de Rodds Bay Solar Farm welke 300 MW gaat leveren.[13]
- Abu Dhabi, hoofdstad van het emiraat Abu Dhabi en van de Verenigde Arabische Emiraten, 1200 MW. Dit is nu nog de grootste fotovoltaïsche installatie ter wereld, maar in Egypte wordt vlak bij de Aswandam een installatie aangelegd van 1800 MW. Saoudi-Arabië heeft echter ook plannen voor een fotovoltaïsche installatie van maar liefst 200 GW (200.000 MW), die echter niet voor 2030 klaar zal zijn.[14]

## Toekomstverwachtingen
Het is niet goed mogelijk te voorspellen wat de energietoekomst van onze aarde is. Wel zijn zonnepanelen bezig met een sterke opmars. Het Internationaal Energieagentschap verwacht tussen 2022 en 2027 een verdriedubbeling van het opgestelde vermogen aan zonnepanelen wereldwijd, waarmee het kolencentrales inhaalt als meest gebruikte energieproductiemiddel. Ook in Nederland is de verwachting dat zonnepanelen het grootste gedeelte van het opgestelde productievermogen gaan vormen in 2025. In Nederland komen er ca. 10 miljoen zonnepanelen per jaar bij.
Zonnecellen zullen nooit zo geconcentreerd zulke grote hoeveelheden energie opleveren als we van fossiele of nucleaire opwekking gewend zijn. In plaats daarvan vindt de productie decentraal plaats, verspreid over o.a. daken en zonneparken door heel het land. Ook zijn fotovoltaïsche cellen voor de productie afhankelijk van de zon: 's nachts kan geen opwekking plaatsvinden en afhankelijk van de bewolking en stand van de zon kan de opwekking sterk fluctueren. Beide eigenschappen vergen grote veranderingen in het energiesysteem. Zo moeten de elektriciteitsnetten verzwaard worden om netcongestie door de gedistribueerde (verspreide) opwekking te voorkomen. Ook moeten er manieren komen om vraag en aanbod in balans te houden bij een sterk fluctuerend aanbod, zoals uitstootvrije regelbare reservecapaciteit, energieopslag, uitgebreide internationale elektriciteitsverbindingen en dynamische aanpassingen van de vraag aan het aanbod (bv. met slimme huishoudelijke apparaten en prijsprikkels). 
Met de grote toename van fotovoltaïsche cellen groeit ook de afvalstroom in de vorm van e-waste. Het Internationaal Agentschap voor hernieuwbare energie en het Internationaal Energieagentschap berekenden een wereldwijd afvalvolume uit zonnepanelen van 60-78 miljoen ton in 2050. Nederland beschikt niet over recyclingfabrieken voor zonnepanelen. In buurlanden Duitsland en België is geen recyclingcapaciteit voor de hoeveelheid geplaatste zonnepanelen.
Een voordeel van een cel is dat deze modulair is, dat wil zeggen: er kunnen gemakkelijk wat cellen bijgezet of verkocht worden. Het is daardoor ook makkelijker om op kleine schaal in te zetten dan traditionele energiecentrales, waardoor afgelegen locaties makkelijker van elektriciteit kunnen worden voorzien en woningen of gebouwen bovendien zelfvoorzienend kunnen worden gemaakt.  

### Varianten
Als variant op de PV-cel is ook de PVT-cel ontwikkeld. Bij deze variant wordt de PV-cel aan de achterkant gekoeld middels een vloeistof. Niet alleen neemt het rendement van de PV-cel toe naarmate deze kouder is, de opgewarmde koelvloeistof kan ook gebruikt worden voor het verwarmen van andere zaken of voor het opslaan van warmte.